# Samsara (budismo)
Samsāra, o termo sânscrito e páli para "movimento contínuo" ou "fluxo contínuo" refere-se no budismo ao conceito de nascimento, velhice, decrepitude e morte, no qual todos os seres no universo participam e do qual só se pode escapar através da iluminação. 

## Roda do Samsara
A roda do Samsara , engloba seis caminhos diferentes, definidos a partir do carma. Porém, por mais que se alcance uma existência abençoada, o sofrimento ainda é inevitável: mesmo os seres mais bem nascidos ainda estão sujeitos aos males do mundo, e ao renascimento. Apenas a iluminação quebra o ciclo.
Deva: primeiro caminho divino, às vezes referidos como existências semelhantes aos Deuses, Devas são o estágio mais sublime do Samsara, reservado aos de karma positivo. Mesmo com poderes e conhecimentos divinos, ainda estão sujeitos à reencarnação e males dos seres humanos, como orgulho, luxúria, ira, e etc. Um dos dois caminhos divinos, representando o lado positivo.
Asura: o segundo caminho divino, representa o extremo oposto de um Deva, o lado ruim. Pessoas que eram ciumentas, furiosas e sanguinárias tendem a renascer como Asuras, o caminho demoníaco. Assim como os Devas, têm habilidades extraordinárias e também estão sujeitos ao karma e à reencarnação.
Manusya: os seres humanos. Baseia-se no orgulho, paixão, desejo e dúvida, e é tido como o caminho mais propício para alcançar o nirvana, já que podem obter as informações necessárias para tal, sem que os fortes desejos carnais e obsessões dos caminhos elevados interfiram nesse processo.
Animal: crê-se que existem pessoas que renascem como animais, devido ao estado de ignorância, domínio do instinto, sobrevivência do mais apto e servidão aos humanos que essas pessoas se encontravam em suas vidas anteriores.
Preta: o caminho dos fantasmas famintos. Caminho baseado na forte possessividade e desejo em vidas anteriores, são criaturas humanoides, pálidas e magras, justamente por estarem sempre famintos e sedentos, porém são incapazes de saciar a perpétua fome e sede que sentem.
Naraca: o mais próximo do Inferno do Budismo. Todos que são mandados para o caminho Naraca só ficam lá até equilibrarem seu karma, podendo assim renascer (o que mostra que o Naraca não mantém ninguém preso eternamente). São Oito Naracas Gelados e Oito Naracas Quentes, e cada um deles é um estágio para o equilíbrio do karma.